# Кокура-Синдэн (княжество)

Мон рода Огасавара

Кокура-Синдэн (яп. 小倉新田藩 Кокура-Синдэн-хан) — феодальное княжество (хан) в Японии периода Эдо (1671—1871). Кокура-Синдэн-хан располагался в провинции Будзэн (современная префектура Фукуока) на острове Кюсю.
Дочернее княжество Кокура-хана.

## Краткая информация
Административный центр: местечко Кокура-Синдэн уезда Коге (современный город Коге префектуры Фукуока). С 1869 года — городок Тидзука уезда Коге.
Другое название: Тидзука-хан (千束藩).
Доход хана: 10 000 коку риса.
Княжество управлялось родом Огасавара, который принадлежал к фудай-даймё и имел статус правителя лагеря (陣屋). Главы рода имели право присутствовать в зале императорского зеркала сёгуна.
В 1871 году после административно-политической реформы Кокура-Сингэн-хан был ликвидирован. Территория бывшего княжества вошла в состав префектуры Фукуока.

## Правители Кокура-Синдэн-хана
| № | Імя и годы жизни               | Імя и годы жизни | Годы правления | Ранг, титул       | Примечания                        |
| - | ------------------------------ | ---------------- | -------------- | ----------------- | --------------------------------- |
| 1 | Огасавара Санеката (1652—1709) | 小笠原真方       | 1671-1709      | 従五位下 備後守   | Четвертый сын Огасавары Тададзанэ |
| 2 | Огасавара Садамити (1686—1747) | 小笠原貞通       | 1709-1747      | 従五位下 近江守   | Третий сын Огасавары Тадатаки     |
| 3 | Огасавара Садааки (1734—1802)  | 小笠原貞顕       | 1747-1782      | 従五位下 弾正少弼 | Шестой сын Огасавары Садамити     |
| 4 | Огасавара Садаацу (1766—1822)  | 小笠原貞温       | 1782-1822      | 従五位下 近江守   | Третий сын Огасавары Садааки      |
| 5 | Огасавара Садатоси (1802—1857) | 小笠原貞哲       | 1822-1843      | 従五位下 近江守   | Старший сын Огасавары Садаацу     |
| 6 | Огасавара Садаёси (1827—1851)  | 小笠原貞謙       | 1843-1851      | 従五位下 備後守   | Второй сын Огасавары Садатоси     |
| 7 | Огасавара Садахиро (1839—1860) | 小笠原貞嘉       | 1851-1854      | —                 | Четвертый сын Огасавары Садатоси  |
| 8 | Огасавара Цунеясу (1831—1856)  | 小笠原貞寧       | 1854-1856      | 従五位下、近江守  | Третий сын Огасавары Садатоси     |
| 9 | Огасавара Цунемаса (1840—1906) | 小笠原貞正       | 1856-1871      | 従五位下、近江守  | Второй сын Огасавары Нобутаки     |